# Długowola Druga
Długowola Druga – wieś sołecka w Polsce położona w województwie mazowieckim, w powiecie lipskim, w gminie Lipsko.
W latach 1954–1961 wieś należała i była siedzibą władz gromady Długowola, po jej zniesieniu w gromadzie Walentynów. W latach 1975–1998 miejscowość administracyjnie należała do województwa radomskiego.